# Тактична балістична ракета

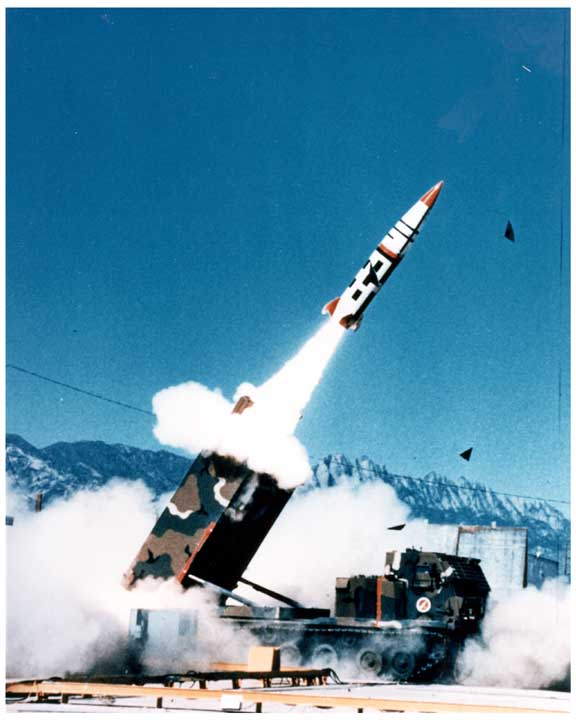
Пуск тактичної ракети MGM-140 ATACMS

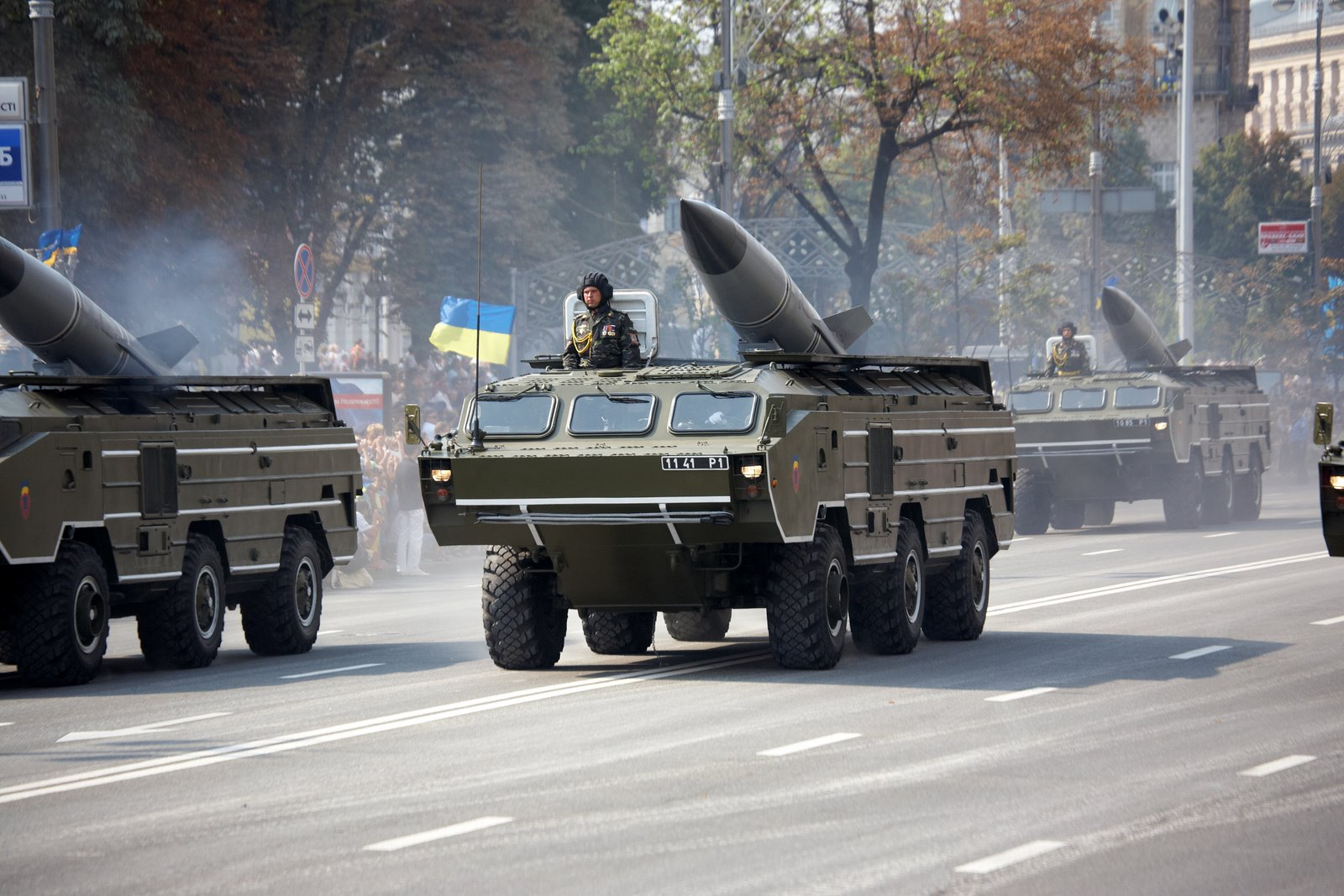
Тактичні ракети «Точка-У» на військовому параді

Тактична балістична ракета (фронтова балістична ракета),  в англомовній термінології TBM (англ. Tactical Ballistic Missile) — різновид ракетної зброї; призначений для ураження цілей безпосередньо в області військових дій. За своїми тактико-технічними даними займає проміжне місце між реактивною артилерією (РСЗВ) та стратегічними ракетами малої дальності.
Тактичні ракети, як правило, мають відносно малу дальність дії (в США до 300 км, в СРСР до середини 1980-х оперативно-тактичними вважалися ракети дальністю до 500 км) і призначені для знищення штабів, ППО, військових літаків на аеродромах, осередків військ, військової техніки і т.п.
Тактичні ракети, залежно від типу, можуть бути оснащені різними видами бойових частин: протитанковими, фугасними, запальними, об'ємного вибуху, ядерними, хімічними, біологічними.

## Тактичні ракети за країнами-розробниками
Приклади тактичних балістичних ракет:
- MGM-52 Lance (120 км)  США
- MGM-140 ATACMS (300 км)  США
- WS-1 (60–180 км)  КНР
- DTI-1 (60–180 км)  Таїланд
- Shaurya (750 км)  Індія
- Prahar[en] (150 км)  Індія
- Nasr/Hatf IX[en] (60 км)  Пакистан
- Abdali/Hatf-II (180 км)  Пакистан
- Hatf-I (100 км)  Пакистан
- Ghaznavi-I/Hatf-III (290 км)  Пакистан
- J-600T Yıldırım (150–900 км)  Туреччина
- TOROS (100–160 км)  Туреччина
- Луна (10–50 км)  СРСР
- Точка-У (90–185 км)  СРСР
- «Іскандер» (500 км)  Росія
- Fateh-110 (300 км)  Іран
- KN-23 (500—900 км)  Північна Корея